# Lampanella minima
Lampanella minima is een slakkensoort uit de familie van de Batillariidae. De wetenschappelijke naam van de soort is voor het eerst geldig gepubliceerd in 1791 door Gmelin.